# 古比雪沃區
古比雪沃區（俄語：Куйбышевский район）是俄羅斯的一個區，位於該國西南部，由羅斯托夫州負責管轄，面積871平方公里，2010年人口14,800，人口密度每平方公里16.99人。